# Edward Settle Godfrey
Edward Settle Godfrey, ameriški general, * 9. oktober 1843, † 1. april 1932.
Bil je eden iz osmih Custerjevih vojakov, ki so pozneje dosegli čin brigadnega generala.

## Življenjepis
12. aprila 1861 je vstopil kot vojak v četo D 21. ohijskega prostovoljnega pehotnega polka. Zatem je vstopil v Vojaško akademijo ZDA, kjer je diplomiral leta 1867. 17. junija istega leta je postal drugi poročnik v 7. konjeniškem polku.
30. septembra 1877 je prejel medaljo časti zaradi zaslug v bojih proti poglavarju Josephu.
Upokojil se je 9. oktobra 1907. Umrl je leta 1932.

## Arlington
Pokopan je na Nacionalnem pokopališču Arlington. Krsto so nosili: generalmajor Edward F. McGlachin mlajši, generalmajor William J. Snow, generalmajor Charles D. Rhodes, generalmajor George H. Cameron, brigadni general Thomas H. Slaven in polkovnik Henry H. Sheen (vsi upokojeni) ter polkovnik C. T. Rizer, podpolkovnik Robert M. Danford, stotnik Robert G. Carter (upokojen) ter Graham H. Powell.

## Pregled vojaške kariere
Napredovanja
- drugi poročnik, 7. konjeniški polk: 17. junij 1867
- brevetni major: 27. februar 1890
- podpolkovnik: 7. julij 1898
- polkovnik: 1. marec 1901
- brigadni general: 17. januar 1907